# Walter Außendorfer
Walter Außendorfer (Tires, 18 de abril de 1939-Tires, 27 de octubre de 2019) fue un deportista italiano que compitió en luge. Participó en los Juegos Olímpicos de Innsbruck 1964, obteniendo una medalla de bronce en la prueba doble.

## Palmarés internacional
| Juegos Olímpicos | Juegos Olímpicos    | Juegos Olímpicos  | Juegos Olímpicos |
| Año              | Lugar               | Medalla           | Prueba           |
| ---------------- | ------------------- | ----------------- | ---------------- |
| 1964             | Innsbruck (Austria) | Medalla de bronce | Doble            |